# IJktheorie
In de natuurkunde is een ijktheorie een kwantumveldentheorie, waarin de lagrangiaan onder een bepaalde continue groep van lokale transformaties invariant is. De Nederlandse natuurkundigen Gerard 't Hooft en Martinus Veltman hebben aan het begin van de jaren 1970 veel bijgedragen aan het begrip van ijktheorieën. Zij kregen daar in 1999 de Nobelprijs voor de Natuurkunde voor.
De transformaties, de ijktransformaties, vormen een lie-groep, die als de symmetriegroep of de ijkgroep van de theorie wordt aangeduid. Geassocieerd met een lie-groep bestaat er een lie-algebra van groepgeneratoren. Voor elke groepsgenerator bestaat er een corresponderend vectorveld, dat een ijkveld wordt genoemd. IJkvelden worden in de Lagrangiaan opgenomen om haar invariantie onder de groepstransformaties, de ijkinvarianties, te waarborgen. Wanneer een dergelijke theorie wordt gekwantiseerd, worden de kwanta van de ijkvelden ijkbosonen genoemd. 
Indien de symmetriegroep niet commutatief is, is de ijktheorie een Yang-Mills-theorie en niet commutatief. 
IJktheorie is belangrijk omdat de succesvolle veldtheorieën, die de elementaire deeltjes verklaren, van dit type zijn. De kwantumelektrodynamica is een abelse ijktheorie met als symmetriegroep U(1) en heeft één ijkveld, het elektromagnetische veld, waar het foton het ijkboson van is. 
Het standaardmodel is een niet-abelse ijktheorie met de symmetriegroep U(1)×SU(2)×SU(3) en heeft een totaal van twaalf ijkbosonen: het foton, drie W-bosonen: {\displaystyle Z^{0}}, {\displaystyle W^{+}} en {\displaystyle W^{-}}, en acht gluonen. 
Veel theorieën in de natuurkunde worden beschreven door lagrangianen, die invariant zijn onder bepaalde symmetrie transformatiegroepen. Als ze invariant zijn onder een transformatie identiek uitgevoerd op ieder punt in de ruimte, waarin deze natuurkundige processen zich voordoen, zegt men dat zij een globale symmetrie hebben. De eis van lokale symmetrie is veel strenger dan de eis van de globale  symmetrie. In feite is een globale symmetrie gewoon een lokale symmetrie, waarvan de groepsparameters zijn vastgezet in de ruimtetijd. Dit kan worden gezien als een algemene vorm van het equivalentieprincipe uit de algemene relativiteitstheorie, waarin elk punt in de ruimtetijd een keuze is toegestaan aangaande haar lokale raamwerk. Zoals in die situatie weerspiegelen ijksymmetrieën een redundantie in de beschrijving van een systeem. Historisch werden deze  ideeën het eerst opgemerkt in het kader van het klassieke elektromagnetisme en later in de algemene relativiteitstheorie. Het moderne belang van ijksymmetrieën kwam naar voren in de relativistische kwantummechanica van elektronen. IJktheorieën spelen tegenwoordig onder andere een belangrijke rol in gecondenseerde materie en de nucleaire- en deeltjesfysica.  
De Yang-Mills-theorieën zijn een bijzonder voorbeeld van ijktheorieën met een symmetriegroep die niet-abels is en door de Yang-Mills actie zijn gespecificeerd. Er bestaan ook andere ijktheorieën met een ijksymmetrie die niet commutatief is, zoals bijvoorbeeld de Chern-Simons-theorie. 

## Websites
- (en)  Scholarpedia. Gauge theories